# Hypena senicula
Hypena senicula är en fjärilsart som beskrevs av Edward Meyrick 1928. Hypena senicula ingår i släktet Hypena och familjen nattflyn. IUCN kategoriserar arten globalt som utdöd. Inga underarter finns listade i Catalogue of Life.